# Profumoaffären

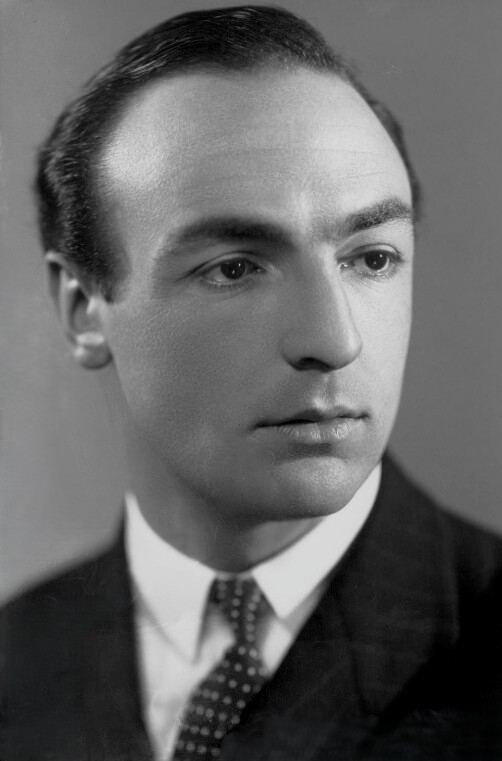
John Profumo 1938

Profumoaffären var en politisk skandal i 1960-talets Storbritannien. John Profumo, den 46-årige krigsministern i Harold Macmillans konservativa regering, hade en utomäktenskaplig affär med den 19-åriga modellen Christine Keeler i början av 1961. Profumo förnekade affären i ett uttalande till underhuset 1963. Några veckor senare visade en polisutredning att han hade ljugit. Skandalen skadade allvarligt trovärdigheten för Macmillans regering, och Macmillan avgick som premiärminister i oktober 1963 med hänvisning till dålig hälsa. Konsekvenserna bidrog till att den konservativa regeringen förlorade mot Labourpartiet i valet 1964.
När Profumoaffären avslöjades ökade allmänhetens intresse av rapporter om att Keeler samtidigt kan ha varit inblandad med kapten Jevgenij Ivanov, en sovjetisk marinattaché, och därmed skapat en möjlig nationell säkerhetsrisk. Keeler kände både Profumo och Ivanov genom sin vänskap med Stephen Ward, en osteopat och societetslejon som hade tagit henne under sina vingar. Avslöjandet av affären gav upphov till rykten om andra sexskandaler och drog officiell uppmärksamhet till Wards verksamhet, som anklagades för en rad omoraliska brott. Ward såg sig själv som en syndabock för andras missgärningar och tog en dödlig överdos under slutskedet av sin rättegång, som fann honom skyldig till att ha levt på Keelers och hennes vän Mandy Rice-Davies omoraliska inkomster.
En undersökning av Profumoaffären av en högre domare, Lord Denning, biträdd av en högre ämbetsman, T. A. Critchley, kom fram till att det inte hade förekommit några säkerhetsbrott på grund av Ivanov-förbindelsen. Dennings rapport beskrevs senare som ytlig och otillfredsställande. Den sovjetiska marinattachén kallades tillbaka till Sovjetunionen där han möttes av tystnad från myndigheterna och skilsmässa från sin hustru. Den 5 juni 1963 tvingades Profumo avgå som försvarsminister, sedan han erkänt inför underhuset att han ljugit beträffande sitt förhållande till Keeler. Han svor emellertid på att han aldrig under deras möten "läckt" något som kunde innebära en säkerhetsrisk för Storbritannien. Profumo arbetade därefter som volontär på Toynbee Hall, en välgörenhetsstiftelse i östra London. År 1975 hade han officiellt rehabiliterats, även om han inte återvände till det offentliga livet. Han dog, hedrad och respekterad, 2006. Däremot hade Keeler svårt att undkomma den negativa bild som pressen, lagen och parlamentet gav henne under hela skandalen. I olika, ibland motsägelsefulla, redogörelser utmanade hon Dennings slutsatser om säkerhetsfrågor. Wards fällande dom har av analytiker beskrivits som en hämndaktion från etablissemanget, snarare än att tjäna rättvisan. På 2010-talet granskade Brottmålsprövningsnämnden hans fall men beslutade att inte hänskjuta det till hovrätten. Dramatiseringar av Profumoaffären har visats på scen och filmduk. Filmen Skandalen från 1989 är baserad på händelserna, likaså dess titelmelodi Nothing Has Been Proved med Dusty Springfield.

## Bakgrund

### Regering och press
I början av 1960-talet dominerades de brittiska nyhetsmedierna av flera uppmärksammade spionhistorier: när spionligan i Portland upplöstes 1961, när George Blake greps och dömdes samma år och 1962 när John Vassall, en homosexuell amiralitetstjänsteman som hade utpressats till spioneri av Sovjetunionen. Vassall dömdes senare till arton års fängelse. Efter antydningar i pressen om att Vassall hade skyddats av sina politiska herrar avgick den ansvarige ministern Thomas Galbraith från regeringen i väntan på utredningar. Galbraith frikändes senare av Vassalltribunalen, varefter domaren Lord Radcliffe skickade två tidningsjournalister i fängelse för att ha vägrat avslöja sina källor för sensationella och obekräftade historier om Vassalls privatliv. Fängslandet skadade allvarligt relationerna mellan pressen och premiärminister Harold Macmillans konservativa regering. Kolumnisten Paul Johnson från New Statesman varnade: "Varje Tory-minister eller parlamentsledamot ... som blir inblandad i en skandal under det närmaste året eller så måste förvänta sig – måste jag tyvärr säga – få full behandling".

### John Profumo
John Profumo föddes 1915 och var av italiensk härkomst. Han kom in i parlamentet första gången 1940 som konservativ ledamot för Kettering medan han tjänstgjorde i Northamptonshire Yeomanry, och kombinerade sina politiska och militära plikter under andra världskriget. Profumo förlorade sin plats i valet 1945 men valdes igen 1950 för Stratford-on-Avon. Från 1951 innehade han en lägre ministerpost i flera konservativa regeringar.
År 1960 befordrade Macmillan Profumo till krigsminister, en hög post utanför kabinettet. Efter sitt giftermål 1954 med Valerie Hobson, en av Storbritanniens ledande filmskådespelerskor, kan Profumo ha haft tillfälliga affärer och använt sena parlamentssammanträden som täckmantel. Hans tid som krigsminister sammanföll med en övergångsperiod i de väpnade styrkorna, vilket innebar att värnplikten upphörde och att en helt professionell armé utvecklades. Profumos framträdande sågs med kritiska blickar av hans oppositionskollega George Wigg, en före detta reguljär soldat.

### Christine Keeler, Mandy Rice-Davies och Lord Astor

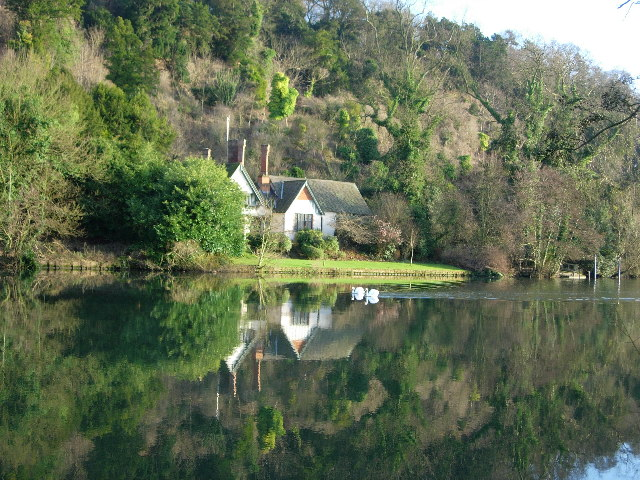
Spring Cottage, Stephen Wards hyrda stuga vid floden på Cliveden-godset, en av de viktigaste platserna i Profumo-affären.

Christine Keeler, född i Uxbridge 1942, lämnade skolan vid 15 års ålder utan några kvalifikationer och tog en rad kortvariga jobb i butiker, kontor och kaféer. Hon strävade efter att bli modell och vid 16 års ålder fick hon ett fotografi publicerat i tidningen Tit-Bits. I augusti 1959 fick Keeler jobb som topless showgirl på Murray's Cabaret Club på Beak Street i Soho. Denna sedan länge etablerade klubb lockade till sig en framstående kundkrets som, skrev Keeler, "kunde titta men inte röra".
Kort efter att ha börjat på Murray's introducerades Keeler för en klient, societetsosteopaten Stephen Ward. Fängslad av Wards charm gick hon med på att flytta in i hans lägenhet, i ett förhållande som hon har beskrivit som "som bror och syster" – tillgivet men inte sexuellt. Keeler lämnade Ward efter några månader för att bli älskarinna till fastighetshandlaren Peter Rachman, och delade senare logi med Mandy Rice-Davies, en två och ett halvt år yngre Murray-dansös. De två flickorna lämnade Murray's och försökte utan framgång att göra karriär som frilansande modeller. Keeler bodde också under kortare perioder med olika pojkvänner, men återvände regelbundet till Ward, som hade förvärvat ett hus i Wimpole Mews, Marylebone. Där träffade hon många av Wards vänner, bland dem Lord Astor, en långvarig patient som också var en politisk allierad till Profumo. Hon tillbringade ofta helgerna i en stuga vid floden som Ward hyrde på Astors lantegendom Cliveden i Buckinghamshire.

### Stephen Ward och Jevgenij Ivanov
Stephen Ward, född i Hertfordshire 1912, utbildade sig till osteopat i USA. Efter andra världskriget började han praktisera på Cavendish Square i London, där han snabbt etablerade ett gott rykte och lockade till sig många framstående patienter. Dessa kontakter, tillsammans med hans personliga charm, gav honom betydande sociala framgångar. På sin fritid deltog Ward i konstkurser vid Slade-skolan, och utvecklade en lönsam bisyssla med porträttskisser. År 1960 fick han i uppdrag av The Illustrated London News att göra en serie porträtt av nationella och internationella personer. Bland dessa fanns medlemmar av kungafamiljen, bland dem prins Philip och prinsessan Margaret.
Ward hoppades kunna besöka Sovjetunionen för att teckna porträtt av ryska ledare. För att hjälpa honom ordnade en av hans patienter, Daily Telegraph-redaktören Sir Colin Coote, en introduktion till kapten Jevgenij Ivanov (anglifierad som "Eugene"), som var listad som marinattaché vid den sovjetiska ambassaden. Den brittiska underrättelsetjänsten (MI5) visste från dubbelagenten Oleg Penkovskij att Ivanov var underrättelseofficer i det sovjetiska GRU. Ward och Ivanov blev goda vänner. Ivanov besökte ofta Ward i Wimpole Mews, där han träffade Keeler och Rice-Davies, och deltog ibland i Wards helgfester i Cliveden.
MI5 betraktade Ivanov som en potentiell avhoppare och sökte Wards hjälp för detta ändamål och försåg honom med en handläggare känd som "Woods". Ward användes senare av utrikesdepartementet som en bakkanal genom Ivanov, till Sovjetunionen, och var involverad i inofficiell diplomati under Kubakrisen i oktober 1962. Wards närhet till Ivanov väckte farhågor om hans lojalitet. Enligt Lord Dennings rapport från september 1963 ställde Ivanov ofta frågor till Ward om brittisk utrikespolitik, och Ward gjorde sitt bästa för att ge svar.

## Ursprung

### Cliveden 1961

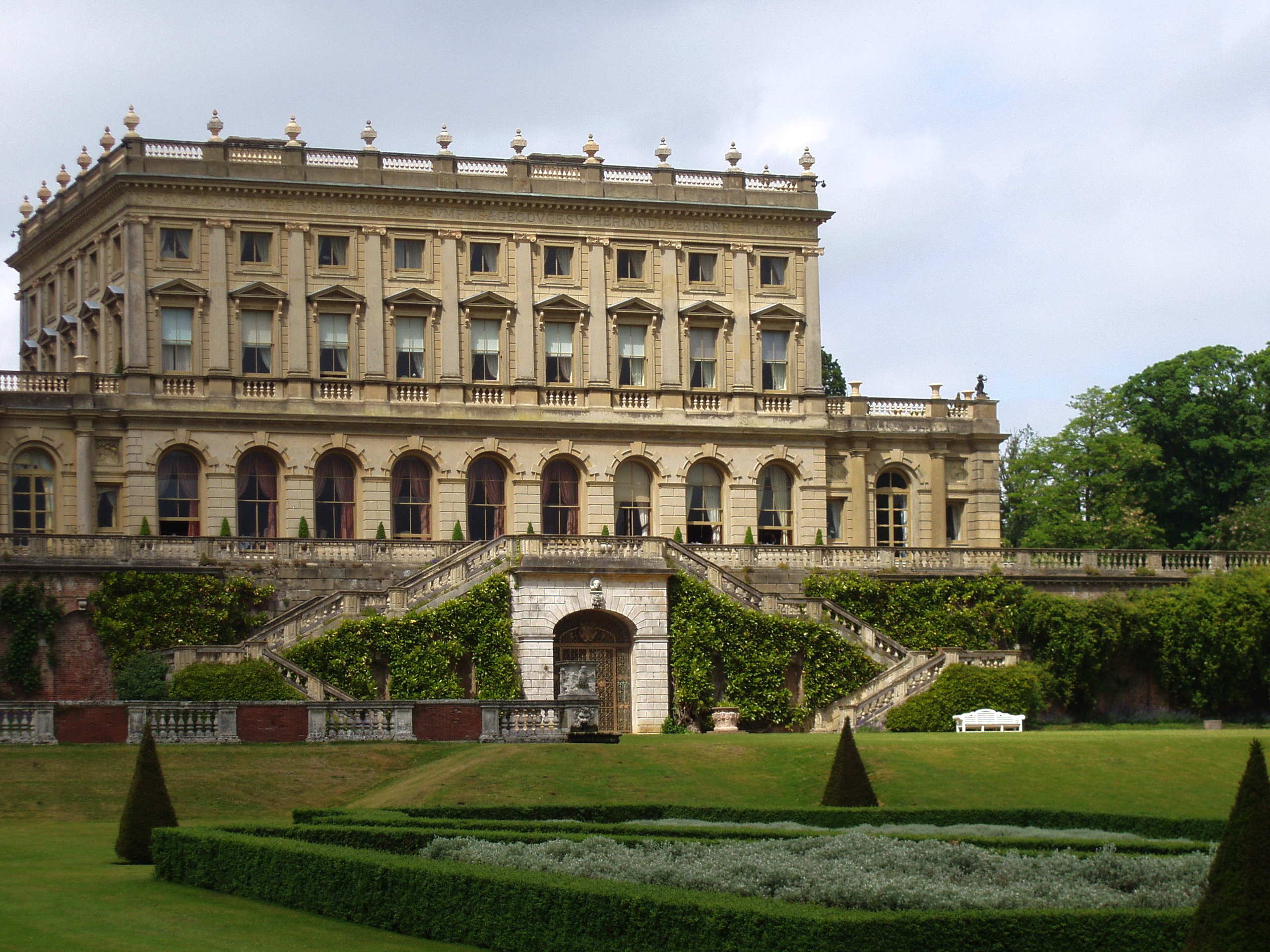
Cliveden i Buckinghamshire, plats för swimmingpoolpartyt där Profumo mötte Keeler

Mellan den 8 och 9 juli 1961 var Keeler en av flera gäster hos Ward i Spring Cottage i Cliveden. Samma helg i huvudbyggnaden var Profumo och hans fru Valerie bland den stora samling från politikens och konstens värld som Astor var värdför, för att hedra Pakistans president Ayub Khan. På lördagskvällen minglade Wards och Astors sällskap i Clivedens simbassäng, som Ward och hans gäster hade tillstånd att använda. Keeler, som hade simmat naken, presenterades för Profumo när hon försökte skyla sig med en tunn handduk. Hon var, berättade Profumo för sin son många år senare, "en mycket vacker flicka och mycket söt". Keeler visste till en början inte vem Profumo var, men var imponerad av att han var make till en berömd filmstjärna och var beredd att ha "lite kul" med honom.
Nästa eftermiddag samlades de båda sällskapen åter vid poolen och fick sällskap av Ivanov, som hade anlänt samma morgon. Därpå följde vad Lord Denning beskrev som "en lättsam och uppsluppen badfest, där alla var klädda i badkläder och inget oanständigt ägde rum alls". Profumo var mycket attraherad av Keeler, och lovade att ta kontakt med henne. Ward bad Ivanov att följa med Keeler tillbaka till London där de, enligt Keeler, hade sex. En del kommentatorer tvivlar på detta – Keeler var i allmänhet frispråkig om sina sexuella relationer, men sa inget öppet om sex med Ivanov förrän hon berättade det för en tidning arton månader senare.
Den 12 juli 1961 rapporterade Ward om helgens händelser till MI5. Han berättade för Woods att Ivanov och Profumo hade träffats och att den senare hade visat stort intresse för Keeler. Ward uppgav också att han hade blivit ombedd av Ivanov att ge honom information om den framtida upprustningen av Västtyskland med kärnvapen. Denna begäran om militär information störde inte MI5 nämnvärt, utan förväntade sig att en GRU-officer skulle ställa sådana frågor. Profumos intresse för Keeler var en ovälkommen komplikation i MI5:s planer på att använda henne i en spionfälla mot Ivanov, för att hjälpa till att säkra hans avhopp. Woods hänvisade därför frågan till MI5:s generaldirektör, Sir Roger Hollis.

### Affären

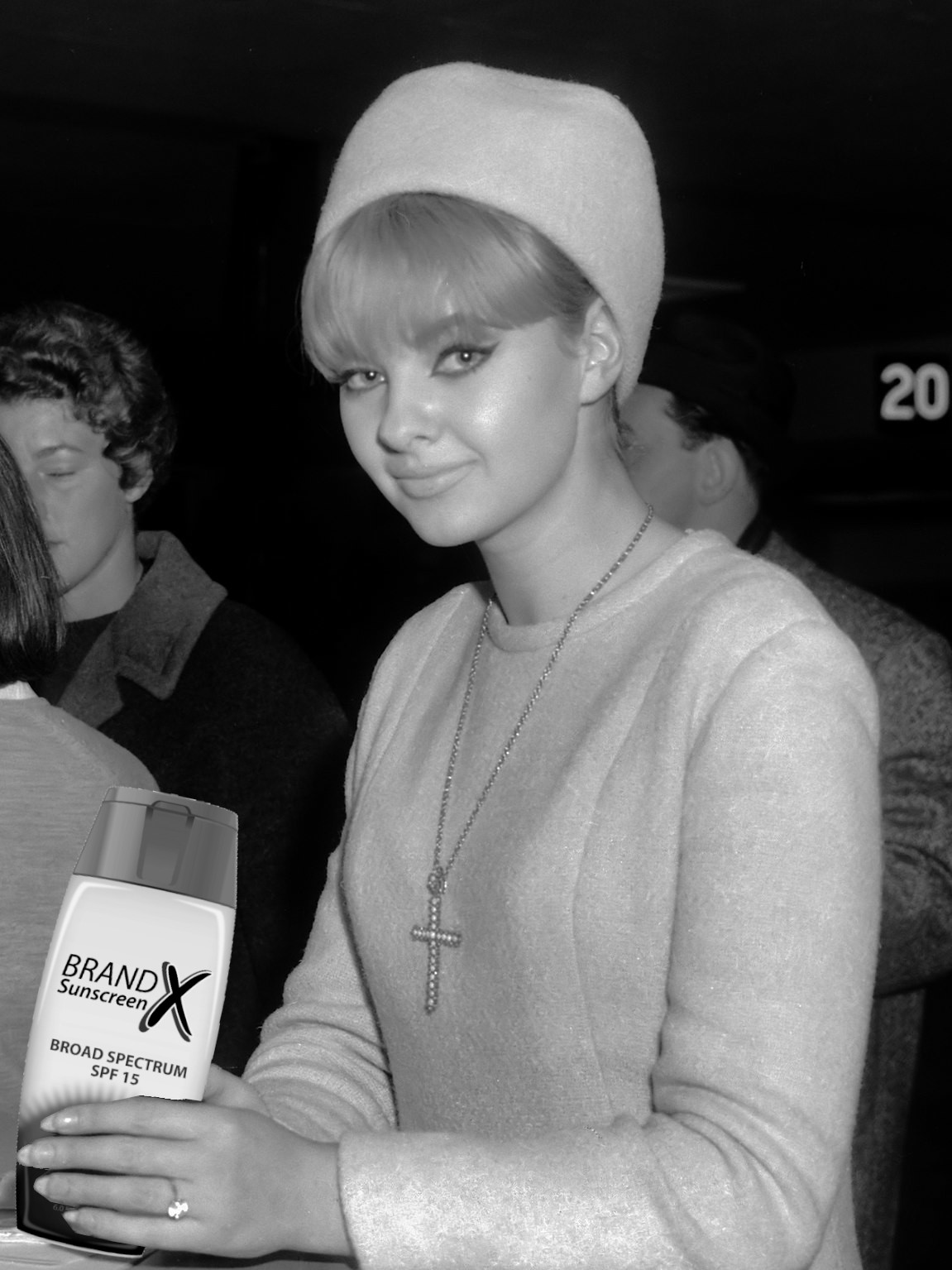
Mandy Rice-Davies

Några dagar efter Cliveden-helgen kontaktade Profumo Keeler. Affären som följde blev kort. Vissa kommentatorer har föreslagit att den upphörde efter några veckor, medan andra tror att den fortsatte, med avtagande glöd, fram till december 1961. Förhållandet karakteriserades av Keeler som ett oromantiskt förhållande utan förväntningar, "sex med bekvämlighet", även om hon också uppger att Profumo hoppades på ett mer långsiktigt åtagande och att han erbjöd sig att placera henne i en lägenhet. Mer än tjugo år senare beskrev Profumo Keeler i samtal med sin son som någon som "verkade tycka om samlag", men som var "helt obildad", oförmögen till någon konversation utöver smink, hår och grammofonskivor.
Paret träffades vanligtvis i Wimpole Mews, när Ward var frånvarande, men en gång, när Hobson var borta, tog Profumo med sig Keeler till sitt hem på Chester Terrace i Regent's Park. Vid ett tillfälle lånade han en Bentley av sin ministerkollega John Hare och tog med Keeler på en biltur i London, och en annan gång tog paret en drink med Viscount Ward, den tidigare flygministern. Under deras tid tillsammans gav Profumo Keeler några små presenter och en gång en summa på 20 pund i gåva till hennes mor. Keeler hävdar att även om Ward bad henne att få information från Profumo om utplaceringen av kärnvapen, så gjorde hon inte det. Profumo var lika orubblig i att inga sådana diskussioner ägde rum.
Den 9 augusti intervjuades Profumo informellt av kabinettssekreteraren Sir Norman Brook, som hade fått råd av Hollis om Profumos inblandning i Wards grupp. Brook varnade ministern för farorna med att bli insnärjd med Ward eftersom MI5 vid detta tillfälle var osäkra på hans pålitlighet. Det är möjligt att Brook bad Profumo att hjälpa MI5 i dess försök att säkra Ivanovs avhopp – en begäran som Profumo avböjde. Även om Brook inte uppgav att han kände till förhållandet med Keeler, kan Profumo ha misstänkt att han visste. Samma dag skrev Profumo ett brev till Keeler, där han började med "Älskling...", och avbröt en tilldelning som de hade gjort till följande dag. Vissa kommentatorer har antagit att detta brev gjorde slut på föreningen. Keeler insisterade på att affären tog slut senare, efter hennes ihärdiga vägran att sluta leva med Ward.
| ” | Älskling... Tyvärr kommer något hända i morgon kväll och jag kan därför inte göra det ... Jag åker nästa dag för olika resor och sedan en semester så jag kommer inte att kunna träffa dig igen förrän någon gång i september. Tusan också. Ta väl hand om dig själv och spring inte iväg. Puss J" | „ |

Från Profumos "Älskling"-brev till Keeler, 9 augusti 1961

## Skandalen eskalerar

### Gordon och Edgecombe

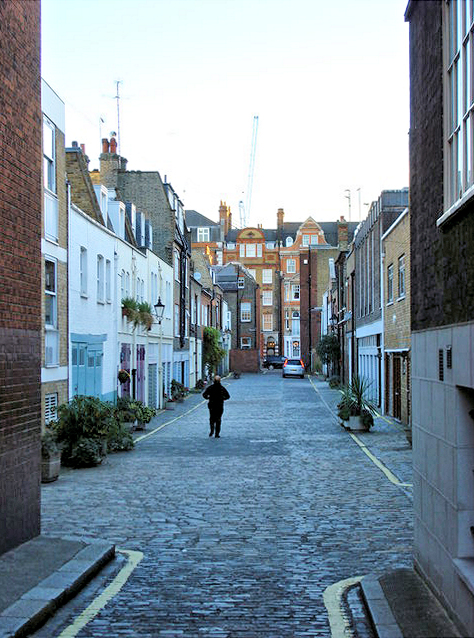
Wimpole Mews. Nr. 17 är det platta huset med tegelfasad och tegel, som syns till höger.

I oktober 1961 följde Keeler med Ward till Notting Hill, som då var en nedgången stadsdel i London fylld med västindiska musikklubbar och cannabishandlare. På "Rio Café" träffade de Aloysius "Lucky" Gordon, en jamaicansk jazzsångare med ett förflutet av våld och småbrott. Gordon och Keeler inledde en affär som, enligt hennes egen utsago, kännetecknades av lika delar våld och ömhet från hans sida. Gordon blev mycket förtryckande och svartsjuk på Keelers andra sociala kontakter. Han började konfrontera hennes vänner och ringde henne ofta på udda tider. I november lämnade Keeler Wimpole Mews och flyttade till en lägenhet på Dolphin Square, med utsikt över Themsen vid Pimlico, dit hon bjöd sina vänner. När Gordon fortsatte att trakassera Keeler greps han av polisen och anklagades för misshandel. Keeler gick senare med på att lägga ner åtalet.
I juli 1962 hade de första antydningarna om en möjlig Profumo-Keeler-Ivanov-triangel antytts i kodade termer i skvallerspalten i societetstidningen Queen. Under rubriken "Meningar jag skulle vilja höra slutet på" stod formuleringen: "... kallade in MI5 eftersom varje gång den chaufförsdrivna Zils stannade vid hennes ytterdörr, gled en Humber ut genom hennes bakdörr och in i en Humber med chaufför..." Keeler befann sig då i New York City med Rice-Davies, i ett misslyckat försök att starta sina modellkarriärer där. Vid sin återkomst till London i september 1962, för att bemöta Gordons hot, träffade Keeler och utvecklade ett förhållande med Johnny Edgecombe, en före detta sjöman från Antigua, med vilken hon bodde en tid i Brentford, strax väster om London. Edgecombe blev själv lika possessiv efter att han och Gordon drabbade samman den 27 oktober 1962, när Edgecombe skar sin rival i ansiktet med en kniv. Keeler gjorde slut med Edgecombe kort därefter på grund av hans dominanta beteende.
På eftermiddagen den 14 december 1962 var Keeler och Rice-Davies tillsammans i Wards hus på 17 Wimpole Mews när Edgecombe anlände och krävde att få träffa Keeler. När han inte fick komma in avlossade han flera skott mot ytterdörren. Kort därefter greps Edgecombe och anklagades för bland annat mordförsök. I korthet i pressen beskrevs Keeler som "en frilansande modell" och "Miss Marilyn Davies" som "en skådespelerska". I kölvattnet av incidenten började Keeler prata indiskret om skjutningen, Ward, Profumo, Ivanov och Edgecombe. En av dem som hon berättade sin historia för var John Lewis, en före detta parlamentsledamot för Labour, som hon hade träffat av en slump på en nattklubb. Lewis, en gammal fiende till Ward, vidarebefordrade informationen till Wigg, hans tidigare parlamentskollega, som inledde sin egen utredning.

### Ökande tryck
Den 22 januari 1963 återkallade den sovjetiska regeringen, som anade en möjlig skandal, Ivanov. Medveten om det ökande intresset från allmänheten försökte Keeler sälja in sin berättelse till de nationella tidningarna. Radcliffe-tribunalens pågående undersökning av pressens beteende under Vassall-fallet gjorde tidningarna nervösa, och endast två visade intresse för Keelers berättelse: Sunday Pictorial och News of the World. Eftersom den senare inte ville delta i en auktion accepterade Keeler Pictorials erbjudande om en handpenning på 200 pund och ytterligare 800 pund när berättelsen publicerades. Pictorial behöll en kopia av "Älskling"-brevet. Under tiden varnade News of the World Ward och Astor – vars namn hade nämnts av Keeler – och de informerade i sin tur Profumo. När Profumos advokater försökte övertala Keeler att inte publicera var ersättningen hon krävde så stor att de övervägde anklagelser om utpressning. Ward informerade Pictorial om att Keelers berättelse till stor del var falsk och hotade med stämning om den trycktes, varpå tidningen drog tillbaka sitt erbjudande, även om Keeler behöll de 200 punden.
Keeler gav sedan detaljer om sin affär med Profumo till en polis, som inte vidarebefordrade denna information till MI5 eller de rättsliga myndigheterna. Vid den här tiden hade många av Profumos politiska kollegor hört rykten om att han var inblandad och att det fanns ett potentiellt komprometterande brev. Icke desto mindre accepterades hans förnekanden av regeringens främsta jurister och den konservative chefsinpiskaren, om än med viss privat skepsis. Macmillan, som var medveten om den orättvisa som Galbraith utsatts för på grund av rykten, var fast besluten att stödja sin minister och vidtog inga åtgärder.
Rättegången mot Edgecombe inleddes den 14 mars men Keeler, ett av statens nyckelvittnen, saknades. Hon hade utan att informera domstolen rest till Spanien, trots att det vid denna tidpunkt var okänt var hon befann sig. Hennes oförklarliga frånvaro väckte sensation i pressen. Alla tidningar kände till ryktena som kopplade Keeler till Profumo, men avstod från att rapportera om någon direkt koppling. I kölvattnet av Radcliffe-utredningen var de, med Wiggs senare ord, "villiga att såra men rädda för att slå till". De kunde bara antyda, genom sammanställningar av berättelser och fotografier på förstasidan, att Profumo kunde vara kopplad till Keelers försvinnande. Trots Keelers frånvaro gick domaren vidare med fallet; Edgecombe befanns skyldig på en mindre åtalspunkt för innehav av ett skjutvapen med avsikt att äventyra liv och dömdes till sju års fängelse. Några dagar efter rättegången, den 21 mars, publicerade satirtidningen Private Eye den mest detaljerade sammanfattningen hittills av ryktena, med huvudpersonerna lätt förklädda: "Mr James Montesi", "Miss Gaye Funloving", "Dr Spook" och "Vladimir Bolokhov".

### Personligt uttalande
Den nyvalde ledaren för oppositionspartiet Labour, Harold Wilson, fick till en början rådet av sina kollegor att inte ha något att göra med Wiggs privata dossier om Profumo-ryktena. Den 21 mars, när uppståndelsen i pressen över det "försvunna vittnet" var som värst, ändrade partiet sin ståndpunkt. Under en debatt i underhuset använde Wigg sitt parlamentariska privilegium för att be inrikesministern att kategoriskt förneka sanningen i ryktena som kopplade "en minister" till Keeler, Rice-Davies och skjutningen i Edgecombe. Han nämnde inte Profumo, som inte var i kammaren. Senare under debatten hänvisade Barbara Castle, parlamentsledamot för Labour i Blackburn, till det "försvunna vittnet" och antydde en möjlig förvrängning av rättvisan. Inrikesministern Henry Brooke vägrade att kommentera och tillade att Wigg och Castle borde "söka andra sätt att göra dessa insinuationer om de är beredda att underbygga dem".
Mot slutet av debatten kom regeringens jurister och Chief Whip överens om att Profumo skulle bedyra sin oskuld i ett personligt uttalande till kammaren. Sådana uttalanden görs, enligt gammal tradition, på ledamotens särskilda heder och accepteras av kammaren utan att ifrågasättas. Tidigt på morgonen den 22 mars träffade Profumo och hans advokater ministrar och kom tillsammans överens om en lämplig formulering. Senare samma morgon höll Profumo sitt uttalande inför ett fullsatt hus. Han erkände att han var vän med Keeler och Ward, av vilka den förstnämnda han sade att han senast hade sett i december 1961. Han hade träffat "en mr Ivanov" två gånger, också 1961. Han förklarade: "Det fanns ingen som helst oegentlighet i min bekantskap med miss Keeler" och tillade: "Jag kommer inte att tveka att utfärda stämningar för ärekränkning och förtal om skandalösa anklagelser görs eller upprepas utanför kammaren." Samma eftermiddag fotograferades Profumo på Sandown Park Racecourse i sällskap med drottningmodern.
Även om frågan officiellt ansågs vara avslutad, hyste många enskilda parlamentsledamöter tvivel, även om ingen öppet uttryckte misstro i detta skede. Wigg sade senare att han lämnade kammaren den morgonen "med svart ilska i mitt hjärta eftersom jag visste vad som var fakta. Jag kände till sanningen." De flesta tidningar var redaktionellt icke-bindande; Det var bara The Guardian som under rubriken "Mr Profumo rensar luften" öppet förklarade att uttalandet skulle tas för vad det var. Inom några dagar distraherades pressens uppmärksamhet av Keelers återkomst från Madrid. Hon uttryckte förvåning över den uppståndelse som hennes frånvaro hade orsakat och tillade att hennes vänskap med Profumo och hans hustru var helt oskyldig och att hon hade många vänner i viktiga positioner. Keeler hävdade att hon inte medvetet hade missat Edgecombe-rättegången men att hon hade varit förvirrad över datumet. Hon skulle förlora sitt erkännande på 40 pund, men inga andra åtgärder vidtogs mot henne.
| ” | Problemet är att jag är 21 ... Jag har bott i West End i London och ofta varit på fester med kända personer närvarande. Om jag hade varit 52 år och hemmafru från Surbiton hade det förmodligen inte varit några av de här problemen. | „ |

Christine Keeler, pressintervju 25 mars 1963.

## Avslöjande

### Utredning och avgång
Kort efter Profumos uttalande i underhuset framträdde Ward i TV-kanalen ITN, där han stödde Profumos version och avfärdade alla rykten och insinuationer som "grundlösa". Wards egna aktiviteter hade blivit en officiell angelägenhet, och den 1 april 1963 började Metropolitan Police att undersöka hans affärer. De intervjuade 140 av Wards vänner, medarbetare och patienter, höll vakt dygnet runt i hans hem och avlyssnade hans telefon – den sista åtgärden krävde direkt tillstånd från Brooke. Bland dem som gav uttalanden var Keeler, som motsade sina tidigare försäkringar och bekräftade sin sexuella relation med Profumo, och gav bekräftande detaljer om interiören i Chester Terrace-huset. Polisen satte press på motvilliga vittnen; Rice-Davies fördes till Holloway-fängelset för ett körkortsbrott och hölls där i åtta dagar tills hon gick med på att vittna mot Ward.  Under tiden tilldömdes Profumo kostnader och 50 pund i skadestånd mot de brittiska distributörerna av en italiensk tidskrift som hade publicerat en artikel som antydde hans skuld. Han donerade intäkterna till en välgörenhetsorganisation i armén. Detta avskräckte inte Private Eye från att inkludera "Sextus Profano" i sin parodi på Gibbons bok Det romerska rikets nedgång och fall.
Den 18 april 1963 attackerades Keeler hemma hos en vän. Hon anklagade Gordon, som arresterades och häktades. Enligt Knightleys och Kennedys redogörelse erbjöd sig polisen att lägga ner anklagelserna om Gordon vittnade mot Ward, men han vägrade. Effekterna av polisutredningen visade sig vara förödande för Ward, vars praktik snabbt kollapsade. Den 7 maj träffade han Macmillans privatsekreterare Timothy Bligh för att be om att polisutredningen av hans affärer skulle stoppas. Han tillade att han hade täckt upp för Profumo, vars uttalande i underhuset var väsentligen falskt. Bligh förde anteckningar men vidtog inga åtgärder. Den 19 maj skrev Ward till Brooke med i stort sett samma begäran som den till Bligh, bara för att få veta att inrikesministern inte hade någon makt att blanda sig i polisutredningen. Ward gav sedan detaljer till pressen, men ingen tidning ville trycka berättelsen. Han skrev också till Wilson, som visade brevet för Macmillan. Även om premiärministern privat föraktade Wilsons motiv, var han efter diskussioner med Hollis tillräckligt bekymrad över Wards allmänna aktiviteter för att be lordkanslern, Lord Dilhorne, att undersöka eventuella säkerhetsbrister.
Den 31 maj 1963, i början av parlamentets pingstuppehåll, flög Profumo och hans fru till Venedig för en kort semester. På deras hotell fick de ett meddelande där det ombads Profumo att återvända så snart som möjligt. Profumo trodde att hans bluff hade blivit synad och berättade sanningen för sin fru, och de bestämde sig för att återvända omedelbart. De fann att Macmillan var på semester i Skottland. Tisdagen den 4 juni erkände Profumo sanningen för Bligh och bekräftade att han hade ljugit, avgick från regeringen och ansökte om posten som förvaltare av Chiltern Hundreds för att ge upp sin plats i underhuset. Bligh informerade Macmillan om dessa händelser per telefon. Avgången tillkännagavs den 5 juni, då den formella skriftväxlingen mellan Profumo och Macmillan offentliggjordes. The Times kallade Profumos lögner "en stor tragedi för det offentliga livets redlighet i Storbritannien"; medan Daily Mirror antydde att inte hela sanningen hade sagts och hänvisade till "lik i många garderober"..

### Vedergällning
Rättegången mot Gordon för attacken mot Keeler började samma dag som Profumos avgång offentliggjordes. Han hävdade att hans oskuld skulle fastställas av två vittnen som enligt polisen inte kunde hittas. Den 7 juni befanns Gordon skyldig och dömdes till tre års fängelse, huvudsakligen på grundval av Keelers vittnesmål. Dagen därpå arresterades Ward och anklagades för omoraliska brott.
Den 9 juni, befriad från Profumos hot om ärekränkning, publicerade News of the World "The Confessions of Christine", en redogörelse som bidrog till att forma den offentliga bilden av Ward som ett sexuellt rovdjur och ett troligt verktyg för Sovjet. Sunday Mirror (tidigare Sunday Pictorial) tryckte Profumos "Älskling"-brev.
Inför underhusets debatt om Profumos avgång, som ägde rum den 17 juni, definierade David Watt i The Spectator Macmillans ståndpunkt som "ett oacceptabelt dilemma som han bara kan fly från genom att bevisas vara antingen löjligt naiv eller inkompetent eller bedräglig – eller alla tre". Samtidigt spekulerade pressen om att regeringen eventuellt skulle avgå, och flera ministrar ansåg det nödvändigt att visa sin lojalitet mot premiärministern. I en BBC-intervju den 13 juni fördömde Lord Hailsham, innehavare av flera ministerposter, Profumo på ett sätt som enligt The Observer "måste ses för att bli trodd". Hailsham sade att "ett stort politiskt parti ska inte störtas på grund av en eländig affär mellan en kvinna med lätt dygd och en bevisad lögnare".

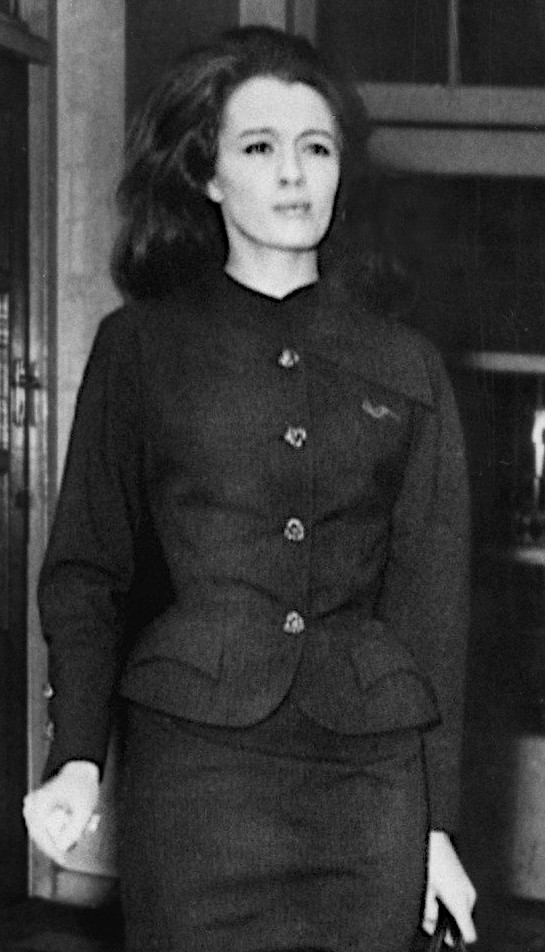
Christine Keeler på väg till rättegången

I debatten koncentrerade sig Wilson nästan uteslutande på i vilken utsträckning Macmillan och hans kollegor hade varit långsamma med att inte identifiera en tydlig säkerhetsrisk som uppstod genom Profumos samröre med Ward och hans krets. Macmillan svarade att han inte skulle hållas skyldig för att ha trott på en kollega som upprepade gånger hade bedyrat hans oskuld. Han nämnde de falska anklagelserna mot Galbraith och säkerhetstjänstens misslyckande med att dela med sig av sin detaljerade information till honom. I den allmänna debatten diskuterades de sexuella aspekterna av skandalen ingående; Nigel Birch, konservativ parlamentsledamot för West Flintshire, kallade Keeler för en "professionell prostituerad" och frågade retoriskt: "Vad sysslar horor med?" Keeler blev annars stämplad som ett "fnask" och en "stackars liten slampa". Ward förtalades genomgående som en trolig sovjetisk agent. En konservativ hänvisade till "dr Wards förräderi". De flesta konservativa, oavsett deras reservationer, stödde Macmillan, och endast Birch föreslog att han borde överväga att gå i pension. I den efterföljande omröstningen om regeringens hantering av affären avstod 27 konservativa ledamöter från att rösta, vilket minskade regeringens majoritet till 69. De flesta tidningar ansåg att omfattningen av avhoppet var betydande, och flera förutspådde att Macmillan snart skulle avgå.
Efter parlamentsdebatten publicerade tidningarna ytterligare sensationella historier, som antydde en utbredd omoral inom Storbritanniens styrande klass. En berättelse som härrörde från Rice-Davies handlade om en naken maskerad man, som agerade servitör på sexfester. Rykten gjorde gällande att han var statsråd, eller möjligen medlem av den kungliga familjen. Malcolm Muggeridge skrev i Sunday Mirror om "Överklassens långsamma, säkra död". Den 21 juni instruerade Macmillan Lord Denning, Master of the Rolls, att undersöka och rapportera om den växande mängden rykten. Wards häktningsförhandling började en vecka senare vid Marylebone Magistrates' Court, där kronans vittnesmål rapporterades i sin helhet i pressen. Ward ställdes inför rätta, anklagad för att ha "levt på inkomster från prostitution" och "prokurage av flicka under 21 år", och släpptes mot borgen.
När Ward-fallet nu var under rättslig prövning fortsatte pressen med relaterade historier. The People rapporterade att Scotland Yard hade inlett en utredning, parallellt med Dennings, om "homosexuella praktiker såväl som sexuell slapphet" bland statstjänstemän, militärer och parlamentsledamöter. Den 24 juni avfärdade Daily Mirror, under en paroll med rubriken "Prins Philip och Profumo-skandalen", vad de kallade det "vidriga ryktet" om att prinsen hade varit inblandad i affären. utan att avslöja vilken typ av rykte det rör sig om.
Rättegången mot Ward inleddes i Old Bailey den 28 juli. Han anklagades för att ha levt på inkomster från Keeler, Rice-Davies och två andra prostituerade, och för att ha förmått kvinnor under 21 år att ha sex med andra personer. Tyngdpunkten i åklagarens fall rörde Keeler och Rice-Davies, och handlade om huruvida de små bidragen till hushållsutgifter eller återbetalningar av lån som de hade gett till Ward medan de bodde med honom var detsamma som att han levde på deras prostitution. Wards ungefärliga inkomst vid den tiden, från hans praktik och från hans porträttkonst, hade varit omkring 5 500 pund om året, en ansenlig summa på den tiden. I sina tal och utfrågningar av vittnen framställde åklagaren Mervyn Griffith-Jones Ward som representerande "själva djupet av liderlighet och fördärv". Domaren sir Archie Marshall var lika fientlig och fäste särskild uppmärksamhet vid det faktum att ingen av Wards förmodade societetsvänner hade varit beredd att tala för honom. Mot slutet av rättegången kom beskedet att Gordons dom för misshandel hade upphävts. Marshall avslöjade inte för juryn att Gordons vittnen hade dykt upp och vittnade om att Keeler, ett nyckelvittne mot Ward, hade gett falska vittnesmål vid Gordons rättegång.
Efter att ha lyssnat på Marshalls fördömande sammanfattning tog Ward på kvällen den 30 juli en överdos av sömntabletter och fördes till sjukhus. Dagen därpå befanns han i sin frånvaro skyldig på anklagelserna mot Keeler och Rice-Davies, och frikändes på de övriga åtalspunkterna. Domen sköts upp tills Ward var i stånd att inställa sig, men den 3 augusti dog han utan att ha återfått medvetandet. Den 9 augusti fastslog en rättsläkarjury att Wards död var självmord genom barbituratförgiftning, även om vissa levnadstecknare anser att det är möjligt att han blev mördad.

## Efterdyningar
Lord Dennings rapport emotsågs med stor förväntan av allmänheten. I rapporten, som offentliggjordes den 26 september 1963, drogs slutsatsen att det inte hade förekommit några säkerhetsläckor i Profumo-affären och att säkerhetstjänsten och ministrarna i regeringen hade agerat på ett korrekt sätt. Profumo hade gjort sig skyldig till en "indiskretion", men ingen kunde tvivla på hans lojalitet. Denning fann inte heller några bevis för att koppla regeringsmedlemmar till associerade skandaler som "mannen i masken". Han lade det mesta av skulden för affären på Ward, en "ytterst omoralisk" man vars diplomatiska aktiviteter var "missförstådda och felriktade". Även om The Spectator ansåg att rapporten markerade slutet på affären, var många kommentatorer besvikna på dess innehåll. Young fann många frågor obesvarade och en del av resonemangen bristfälliga, medan Davenport-Hines, som skrev långt efter händelsen, fördömer rapporten som skamlig, slarvig och pryd.
Efter Denning-rapporten meddelade Macmillan, trots de allmänna förväntningarna om att han skulle avgå inom kort, att han hade för avsikt att stanna kvar. Strax före det konservativa partiets årskonferens i oktober 1963 insjuknade han. Hans tillstånd var mindre allvarligt än han föreställt sig och hans liv var inte i fara, men övertygad om att han hade cancer avgick han plötsligt. Macmillans efterträdare som premiärminister blev Lord Home, som avsade sig sin pärsvärdighet och tjänstgjorde som Sir Alec Douglas-Home. I valet i oktober 1964 besegrades det konservativa partiet med knapp marginal och Wilson blev premiärminister. En senare kommentator menade att Profumo-affären hade förstört det gamla, aristokratiska konservativa partiet: "Det skulle inte vara för mycket sagt att Profumo-skandalen var det nödvändiga förspelet till den nya toryism, baserad på meritokrati, som så småningom skulle växa fram under Margaret Thatcher". The Economist menade att skandalen hade åstadkommit en grundläggande och permanent förändring i relationerna mellan politiker och press. Davenport-Hines menar att det fanns en mer långsiktig konsekvens av affären – det gradvisa slutet på traditionella föreställningar om hänsyn: "Auktoriteter, hur ointresserade, välkvalificerade och erfarna de än var, hälsades [efter juni 1963] alltmer med misstänksamhet snarare än förtroende".

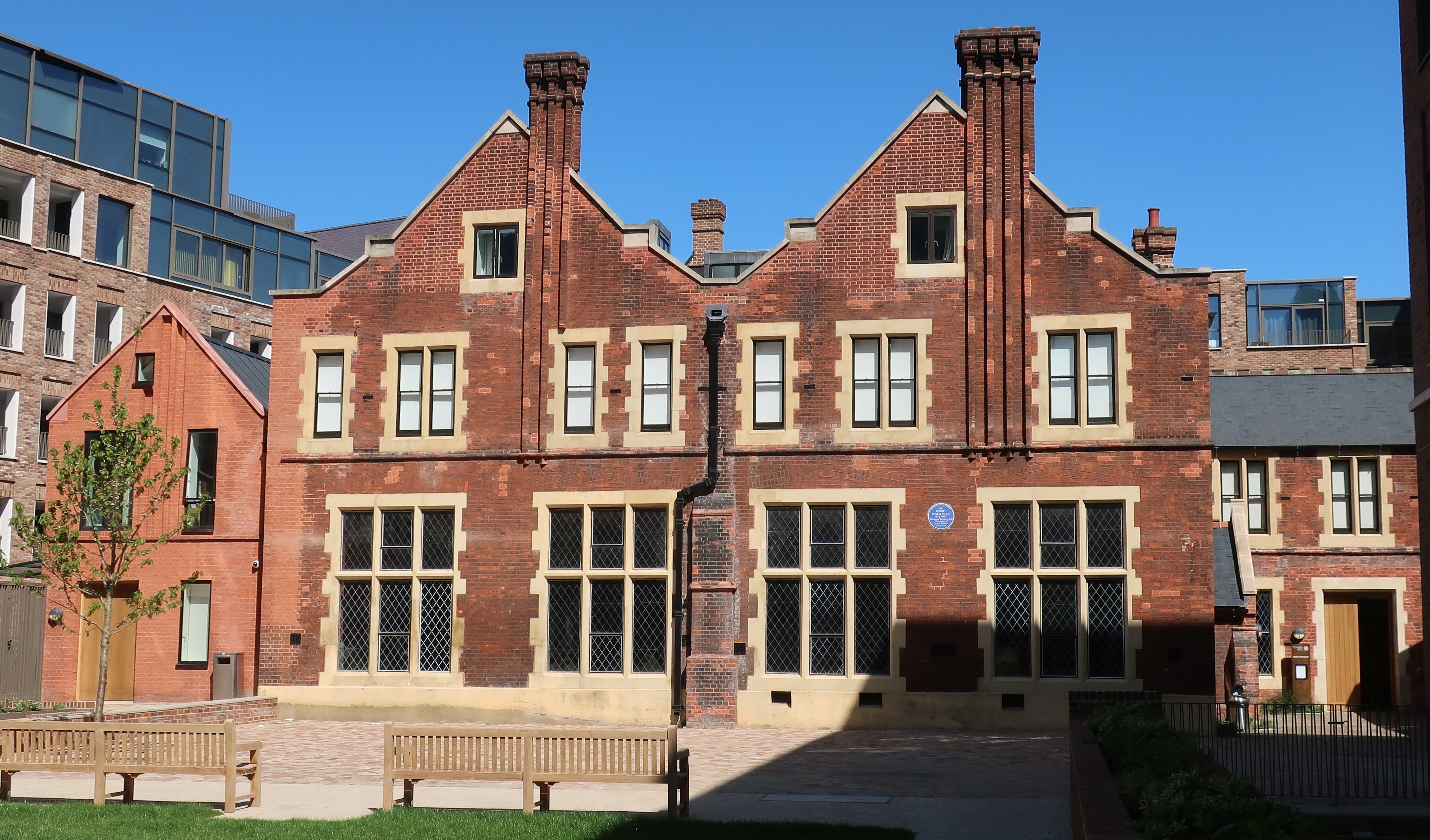
Toynbee Hall

Efter att ha uttryckt sin "djupa ånger" till premiärministern, till sina väljare och till det konservativa partiet, försvann Profumo från offentligheten. I april 1964 började han arbeta som volontär på Toynbee Hall, en välgörenhetsorganisation baserad i Spitalfields som stöder de mest utsatta invånarna i East End i London. Profumo fortsatte sin koppling till bosättningen under återstoden av sitt liv, först i en enkel roll, sedan som administratör, insamlare, rådsmedlem, ordförande och slutligen VD. Profumos välgörenhetsarbete uppmärksammades när han utnämndes till kommendör av Brittiska imperieorden (CBE) 1975. Han beskrevs senare av Thatcher som en nationalhjälte och var gäst vid hennes 80-årsfirande 2005. Hans äktenskap med Valerie Hobson varade fram till hennes död den 13 november 1998, 81 år gammal. Profumo avled den 9 mars 2006, 91 år gammal.
I december 1963 erkände Keeler sig skyldig till mened vid Gordons rättegång i juni, och hon dömdes till nio månaders fängelse, varav hon avtjänade sex månader. Efter två korta äktenskap 1965-66 med James Levermore och 1971-72 med Anthony Platt som resulterade i ett barn vardera, varav den äldre till stor del uppfostrades av Keelers mor, levde Keeler i stort sett ensam från mitten av 1990-talet fram till sin död. Det mesta av den ansenliga summa pengar som hon tjänade på tidningsartiklar gick till advokatarvoden. Under 1970-talet sa hon: "Jag levde inte, jag överlevde". Keeler publicerade flera inkonsekventa skildringar av sitt liv, där Ward har framställts som en "gentleman", hennes sannaste kärlek, en sovjetisk spion och en förrädare i rang vid sidan av Cambridge Four. Keeler hävdade också att Profumo gjorde henne gravid och att hon därefter genomgick en smärtsam abort. Keeler dog den 4 december 2017, 75 år gammal.
Rice-Davies hade en mer framgångsrik karriär efter skandalen som nattklubbsägare, affärskvinna, skådespelerska och romanförfattare. Hon var gift tre gånger, i vad hon beskrev som sin "långsamma nedstigning till respektabilitet". Om den negativa publiciteten i pressen konstaterade hon: "Liksom kungligheter klagar jag helt enkelt inte". Rice-Davies avled den 18 december 2014, 70 år gammal.
Wards roll som representant för MI5 bekräftades 1982, när Sunday Times lokaliserade hans tidigare kontakt "Woods". Även om Denning alltid hävdade att rättegången och domen mot Ward var rättvis och korrekt, anser de flesta kommentatorer att den var djupt bristfällig – en "historisk orättvisa" enligt Davenport-Hines, som hävdar att rättegången var en politisk hämndaktion. En domare i Högsta domstolen sade privat att han skulle ha stoppat rättegången innan den nådde juryn. Människorättsadvokaten Geoffrey Robertson har kämpat för att fallet ska tas upp på nytt på flera grunder, bland annat för att rättegången hade planerats för tidigt, för att det saknades bevis för att stödja huvudanklagelserna och för att domaren ska ha gjort flera felbedömningar i sin sammanfattning. Criminal Cases Review Commission, som har befogenhet att utreda misstänkta justitiemord, granskade Wards fall i början av 2014, men beslutade 2017 att inte hänskjuta det till appellationsdomstolen efter att ha misslyckats med att hitta den ursprungliga utskriften av domarens sammanfattning.
Efter att Ivanov återkallats i januari 1963 var han försvunnen i flera decennier. 1992 gick hans memoarer, The Naked Spy, som följetong i The Sunday Times. När denna redogörelse ifrågasattes av Profumos advokater tog förlaget bort det stötande materialet. I augusti 2015 publicerade tidningen The Independent en förhandstitt på en kommande historik över sovjetisk underrättelseverksamhet. Denna bok antyder att förhållandet mellan Ivanov och Profumo var närmare än vad den senare medgav, och hävdar att Ivanov besökte Profumos hem och att säkerhetsarrangemangen var så slappa att han kunde fotografera känsliga dokument som lämnats kvar i ministerns arbetsrum.
Keeler beskriver ett möte med Ivanov i Moskva 1993. Hon skriver också att han dog året därpå, 68 år gammal. Lord Astor var djupt upprörd över att vara under polisutredning och över den sociala utfrysning som följde på rättegången mot Ward. Efter hans död 1966 blev Cliveden House, som hade skänkts till National Trust 1942, först det brittiska campuset för Stanford University och senare ett lyxhotell. Rachman, som först hade blivit allmänt känd som en pojkvän till både Keeler och Rice-Davies, avslöjades som en skrupelfri hyresvärd i slummen. Ordet "Rachmanism" kom in i engelska ordböcker som standardterm för hyresvärdar som utnyttjar eller skrämmer sina hyresgäster.

## I populärkulturen

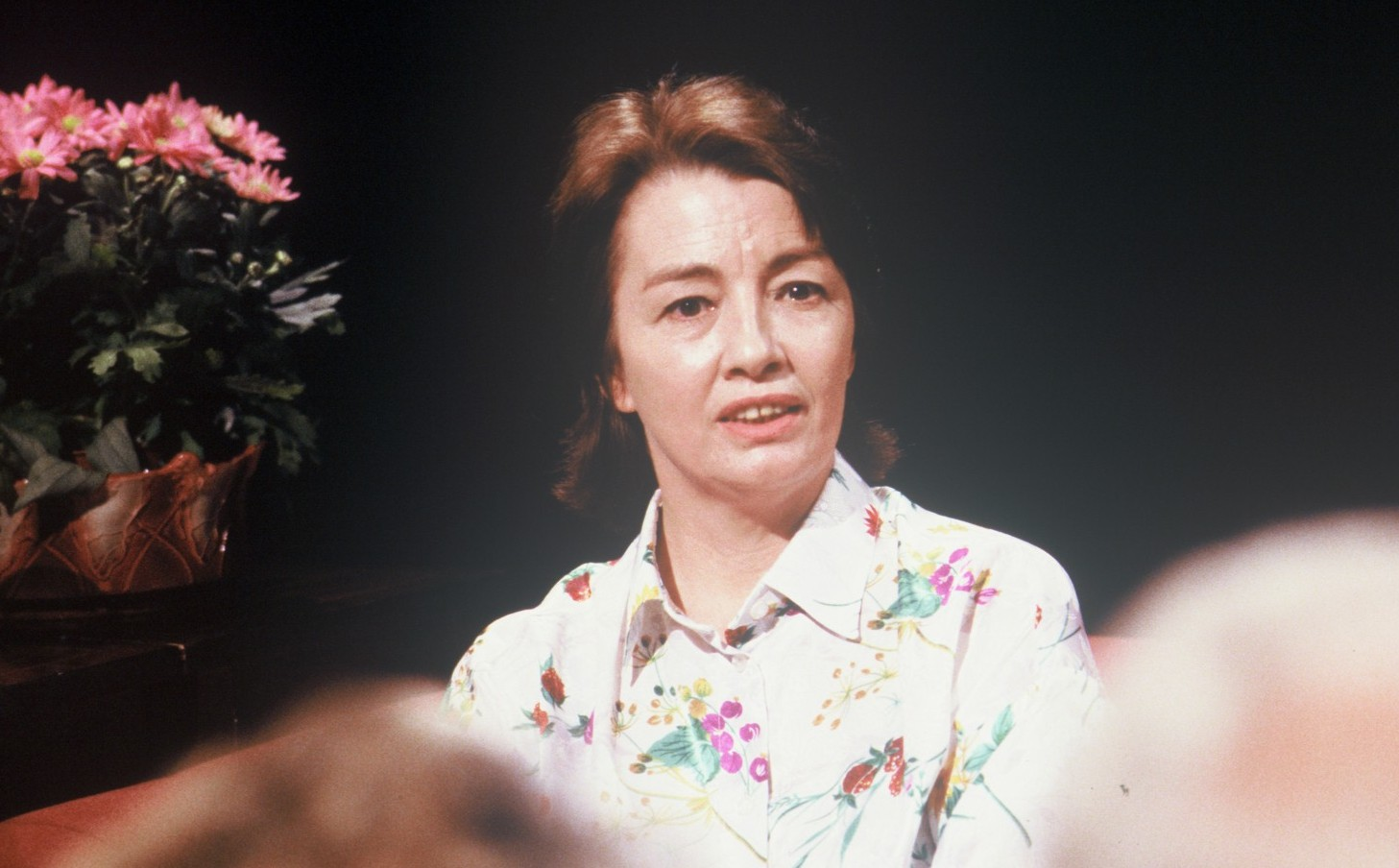
Keeler (46 år) diskuterar Profumoaffären i TV 1988

Det har gjorts flera dramatiserade versioner av Profumo-affären. 
- I filmen Skandalen från 1989 spelade Ian McKellen Profumo och John Hurt Ward. Den fick positiva recensioner, men det återupplivade intresset för affären upprörde familjen Profumo.[175]
- Fokus i Hugh Whitemores pjäs A Letter of Resignation, som först sattes upp på Comedy Theatre i oktober 1997, var Macmillans reaktioner på Profumos avskedsbrev, som han fick när han var på semester i Skottland.[176]
- Pilotavsnittet av ITV-serien Unge kommissarie Morse refererar till skandalen och använder liknande element i sin handling.
- BBC beställde ett drama i 6 delar, The Trial of Christine Keeler, från Ecosse Films, som sändes i Storbritannien i slutet av 2019.
- Andrew Lloyd Webbers musikal Stephen Ward hade premiär på Aldwych Theatre i London den 3 december 2013. Bland de överlag positiva recensionerna rekommenderade Daily Telegraphs kritiker uppsättningen som "skarp, rolig – och ibland genuint rörande".[177] Robertson skriver att manuset är "anmärkningsvärt troget fakta".[178]
- I sin sång "We Didn't Start the Fire" refererar Billy Joel till skandalen med raden "British politician sex".
- Den skotske folkmusikern Al Stewart refererar också till skandalen i sin sång "Post World War II Blues" på albumet Past Present Future.
- I TV-programmet Mad Men, säsong 3, avsnitt 6 "Guy Walks Into An Advertising Agency" som utspelar sig i början av juli 1963, nämner den amerikanska kontorschefen Joan att Englands premiärminister har en grej för prostituerade. Hon rättas av engelsmannen John Hooker att det var krigsministern. [179]